# Андреас Віндгейм
Андреас Віндгейм (норв. Andreas Vindheim, нар. 4 серпня 1995, Берген) — норвезький футболіст, захисник клубу «Спарта» (Прага) і національної збірної Норвегії. На умовах оренди грає за «Ліллестрем».

## Клубна кар'єра
Народився 4 серпня 1995 року в місті Берген. Вихованець футбольної школи клубу «Бранн». Дорослу футбольну кар'єру розпочав 2012 року в основній команді того ж клубу, в якій протягом наступних двох сезонів провів лише по одному матчу на Кубок Норвегії. 2014 року отримав місце в основному складі клубу і за сезон взяв участь у 22 матчах чемпіонату. 
На початку 2015 року погодився на пропозицію норвезького тренера Оге Гарейде приєднатися до очолюваного тим шведського «Мальме».

## Виступи за збірні
2013 року дебютував у складі юнацької збірної Норвегії, взяв участь у 7 іграх на юнацькому рівні.
З 2014 року залучається до складу молодіжної збірної Норвегії. На молодіжному рівні зіграв у 4 офіційних матчах.

## Титули і досягнення
- Чемпіон Швеції (2):

«Мальме»: 2016, 2017
- Володар Кубка Чехії (1):

«Спарта»: 2019-20
| Дата       | Місто  | Господарі | Результат | Гості    | Турнір                               | Голи | Примітки |
| ---------- | ------ | --------- | --------- | -------- | ------------------------------------ | ---- | -------- |
| 18-11-2020 | Відень | Австрія   | 1 – 1     | Норвегія | Ліга націй УЄФА 2020-2021 - 1-й етап | -    | 86'      |
| Усього     |        | Матчів    | 1         |          | Голів                                | 0    |          |